# Zigenare – vad är det?
Zigenare – vad är det? var en vandringsutställning som producerades 1974 av den statliga myndigheten Riksutställningar. Den handlade om synen på de svenska romerna, deras historia och kultur och hur de levde sina liv i mitten på 1970-talet. Utställningen turnerade till ett större antal orter i Sverige mellan åren 1975 och 1986.

## Bakgrund
Vandringsutställningen Zigenare – vad är det? var anpassad för att kunna visas på svenska bibliotek, som länge var Riksutställningars viktigaste lokala utställare. Andra produktioner från Riksutställningar, avsedda för bibliotek, var bland annat satsningarna på barn och unga med Årstidsträdet och Cinemaskåpet – en utställning om Robin Hood.

## Tema
Vandringsutställningen Zigenare – vad är det? (Riksutställningars utställning 1227 A-C) handlade om det folkslag som i dag allmänt kallas för romer. Utställningen är 40 år gammal och det innebär också att den kan ha ha åldrats när det gäller språkbruk och sätt att närma sig etniska frågeställningar. Så här förklarade i alla fall Riksutställningar utställningens syfte med egna ord, med utgångspunkt i titelns fråga:
Zigenare – vad är det? Ja – zigenare det är ju... Alla har vi nog någon uppfattning om zigenare, deras levnadssätt, temperament, levebröd – men hur mycket är det vi egentligen vet om dem? Vet vi t ex något om varifrån de ursprungligen kommer? Kanske föreställer vi oss att de alltid färdats från land till land, spelat ”zigenarmusik” och dansat? Riksutställningar producerar under hösten 1974  en utställning, Zigenare – vad är det? som belyser zigenarnas historia, yrken och kultur samt anpassningsproblemen för zigenska (och andra) invandrare i Sverige.
Romer var en utsatt grupp i det svenska samhället, konstaterade Riksutställningar:
/.../Många av de svårigheter de mött här har de gemensamt med många andra invandrare: ett nytt språk, bostads- och skolproblem, arbetslöshet. Det står dock klart att romerna, ”zigenarna”, ofta mötts av speciella fördomar som isolerat dem i ännu högre grad än vad gäller invandrare av andra nationaliteter./.../

## Produktion
Vandringsutställningen Zigenare – vad är det? bestod av två delar:

### Skärmutställning
- För uppställning i bibliotek, skolkorridorer och andra lämpliga platser. Bestod av 6 skärmar som var hopsatta till tre dubbelskärmar med måtten 90 gånger 176 centimeter. På skärmarna satt bilder med tillhörande text. Utställningsrubriker: ”Zigenarnas historia”, ”Vandringsfolk”, ”Levebröd”, ”Bostad”, ”Bo i Europa...”, ”...vara invandrare i Sverige”. Ingick gjorde också färgfilmen Zigenare i Europa (16 millimeter, 19 minuter lång) och texthäften till filmen med faktaunderlag och diskussionsfrågor. Studiehandledning, som var samma för både skärmutställningen och studielådan. Den innehöll diskussionsfrågor till utställningen, film, diabildsserie, böcker, texthäften. I handledningen ingick också en litteraturförteckning. Skärmutställningen var främst avsedd för elever i högstadiet och uppåt.[6][1][7]

### Studielåda
- För användning i bibliotek, klassrum och andra lämpliga platser. Studielådan innehöll bildserien Fernando, en zigensk pojke (35 diabilder), med tillhörande ljudband och texthäfte, 30 inplastade bildkort i storlek 12 gånger 16 centimeter, litteratur. Två av böckerna som ingick var skrivna av Katarina Taikon och handlade om den romska flickan Katitzi. I studielådan fanns också samma studiehandledning som för skärmutställningen. Studielådan var främst avsedd för elever på förskola, låg- och mellanstadium.[8][9][7]

Enligt Riksutställningar skulle utställningens samlade innehåll utgöra: ”/.../ett integrerat material som ger aspekter på romernas historia och nutida situation. Personer som vi lär känna i film och bildserie återser vi också på utställningsskärmarna och i boken Maritza”.
En affisch producerades till Zigenare – vad är det? i formatet 35 gånger 50 centimeter. 
Under transport till nästa visningsort var utställningen nerpackad i en låda med måtten 200 gånger 100 gånger 50 centimeter, som vägde 100 kilogram. Medföljde gjorde en mindre låda i storlek som en dokumentporfölj. 20 kvadratmeters visningsyta krävdes för Zigenare – vad är det? Det kompakta formatet gjorde att Vandringsutställningen Zigenare – vad är det? passade bra för bibliotek. Den kunde även visas i på andra platser, påpekade Riksutställningar. Totalt tillverkades tre identiska exemplar av vandringsutställningen Zigenare – vad är det?, för att den skulle kunna visas på fler ställen samtidigt och därmed nå en större publik.

### Produktionsgruppen
- Manus, skärmtexter och handledning: Gunilla Lundgren.
- Foton (om inget annat angavs): Lars Jacobson.
- Filmen Zigenare i Europa och diabildserien Fernando, en zigensk pojke: Lars Jacobson/Gunilla Lundgren.
- Projektledare, utställningens form, studielådan och redigering studiehäfte: Rigmor Eklund.
- Ateljéarbeten: Sven Beckman, Olof Wallgren (foto), Irène Sjöblom (textning).
- Turnéläggning: Inger Jansson.[1][5]

## Turné
Trots att Zigenare  – vad är det? fanns i tre exemplar var det svårt att möta efterfrågan. I början på juni 1975 fick Riksutställningar meddela ett antal intressenter att det inte var möjligt att låta dem få visa utställningen under det närmaste året.
Zigenare – vad är det? besökte ett större antal orter i Sverige mellan mars 1975 och maj 1986. Efter att de tre utställningsexemplaren hade slutat turnera var det dags för dem att läggas ner – upplösas. Som ett exempel föreslogs Zigenare – vad är det? B, med turnéstart 1975, upplösas och skrotas våren 1984, av de utställningsansvariga på Riksutställningar. Utställningen var turnélagd till 1984-04-15, den var sliten och intresset för den var lågt bland lokala utställare. Skärmmaterialet skulle, enligt förslaget, skrotas. Studiematerialet skulle däremot tas om hand och bevaras.
Eftersom tre identiska upplagor av utställningen ofta var på turné samtidigt, på olika håll i landet, var turnéplanen komplex. Här nedan är ett exempel på hur det kunde se när utställningen i april 1975 samtidigt var i Örnsköldsvik, Nacka och Lomma.

### 1975

#### 1.
- Örnsköldsvik 6/3-6/4.
- Gällivare-Malmberget 14/4-5/5.
- Kalix 20/5-15/6.
- Luleå 25/8-7/10.
- Boden 13/10-9/11.
- Jokkmokk 17/11-30/11.
- Mora 8/12-6/1.[13]

#### 2.
- Nacka 3/4-2/5.
- Gävle 7/5-1/6.
- Borlänge 9/6-28/6.
- Rättvik 7/7-3/8.
- Södertälje 15/9-15/10.
- Uppsala 20/10-16/11.
- Eskilstuna 24/11-7/12.
- Köping 10/12-11/1.[3]

#### 3.
- Lomma 18/3-14/4.
- Värnamo 6/5-16/5.
- Huskvarna 22/5-8/6.
- Solna 1/7-31/7.[14]

### 1976

#### 1.
- Avesta 2/2-29/2.
- Norberg 8/3-28/3.
- Skoghall 5/4-19/4.
- Säffle 23/4-16/5.
- Dals-Ed 20/5-20/6.[13]

#### 2.
- Hallstahammar 15/1-8/2.
- Nyköping 16/2-7/3.
- Motala 15/3-4/4.
- Linköping 12/4-2/5.
- Vara 10/5-23/5.
- Älmhult 31/5-20/6.[3]

## Reaktioner
Dagens Nyheter, 1975-01-10:
Spåkäringar, hästskojare, eldiga fiolspelare, tjuvpack... Våra fördomar om zigenare är många, men vad vet vi? I Sverige finns cirka 3 000 zigenare. De medvetna bland dem har börjat kalla sig romer. Rom (uttalas råmm) betyder människa och man och det markerar deras ursprung och kulturella gemenskap. Zigenare är ett begrepp vi satt på dem och som fått en negativ klang. Om zigenarnas historia, kultur och livsmönster handlar en utställning som heter ”Zigenare – vad är det” och som producerats av Riksutställningar. I tre exemplar ska den nu vandra runt på skolor och bibliotek i hela landet. Under våren kommer den bland annat att visas i skolorna i Stockholms förorter./.../Utställningen, som baseras på dokumentärt material av Gunilla Lundgren och Lars Jacobson, berättar att man genom analys av zigenarnas språk, roman, kommit fram till att deras ursprungsland är Indien. Därifrån utvandrade de omkring år tusen, troligen ivägkörda./.../De flesta zigenarna har kommit till Sverige de senaste decennierna, och här har de mött samma svårigheter som andra invandrare. Men zigenarna har också drabbats av speciella fördomar som gjort dem mer isolerade än andra invandrare. Om allt detta berättas med hjälp av bildskärmar med föredömligt lite text och mycket bilder. Med film, diabilder, böcker och musik.
Östersunds-Posten, 1975-01-14:
Varifrån kommer de? Var bor de? Hur lever de? Frågorna är många när det gäller zigenarna. Många av dem besvaras på utställningen ”Zigenare – vad är det?” som nu ska ut på turné i hela landet. Det är Riksutställningar som producerat utställningen. – Jag började att undervisa i en invandrarklass. Sedan fick jag allt fler zigenarelever. Då började jag att studera deras levnadssätt och kultur, berättar Gunilla Lundgren som tillsammans med sin man Lars Jacobson utarbetat den aktuella skärmutställningen. Den skall ställas upp i skolor och korridorer runt om i landet. Varje landskap får tre exemplar samtidigt, två till bibliotek, ett till skolor. Förutom skärmarna skickar man ut en färgfilm (gjord av Gunilla Lundgren och hennes man), en affisch, ett texthäfte och en studielåda med böcker, ljudband, bildband och bildkort./.../problemet är svenskarna. Det är svårt för svenskarna att acceptera dem. Precis som det är svårt att acceptera andra utlänningar. Zigenarproblem är ett invandrarproblem, säger Gunilla Lundgren./.../
Skånska Dagbladet, 1975-03-18:
Visste ni att zigenare inte fick invandra till Sverige förrän 1954! Sedan 1914 var Sverige hermetiskt tillslutet för zigenare – eller romer som de själva föredrar att kalla sig. Man betänkte att två världskrigs flyktingströmmar faller under den perioden. Dessa ruskiga fakta och många fler redovisas fr o m i dag på Lomma folkbibliotek där en utställning om romerna visas, som är gjord av invandrarlärare Gunilla Lundgren och fotograf Lars Jacobson. Gunilla Lundgren, som varit lärarinna för zigenska barn och ungdomar i Stockholm i fyra år/.../. Gunilla Lundgren har också levt bland romer i Spanien och då gjort en uppmärksammad film om ”Zigenare i Europa” visad i svensk TV 2/.../. Den filmen kommer också att visas på Lommabiblioteket/.../. Samtidigt med Lundgren/Jacobsons utställning visas på Lommabiblioteket också Björn Myrmans uppmärksammade fotoutställning om finska romer, deras kläder och föremål./.../En tredje komponent är en utställning om romer som gjorts av eleverna på Pilängsskolan i Lomma. Det finns faktiskt inga bofasta romer i Lomma, men barnen har åkt till Rosengård i Malmö och intervjuat rom-familjer. Före sitt arbete gjorde de en attitydundersökning anonymt bland sig själva om sina associationer till ordet ”zigenare”. Det visade sig vara de vanliga klichéerna, stöld, spådom, bedrägeri etc. En liknande attitydundersökning efter grupparbetet gav helt andra resultat./.../Det finns drygt 3 000 romer i Sverige får man veta på utställningen, varav c:a 1 200 är svenska romer, de flesta födda och uppvuxna här. 1 300 är finska romer som flytt till Sverige under svåra förhållanden i Finland. En mindre grupp i Sverige c:a 800 till antalet, är utomnordiska romer./.../Men har attityden mot dem ändrats??? Gå till Lomma folkbibliotek och se och lär!

## Ekonomi
Vandringsutställningen Zigenare – vad är det? var allriskförsäkrad till ett värde av 20 000 kronor. Försäkringar behövdes eftersom vandringsutställningar på turné levde ett hårt liv och slitaget var stort. Ibland blev skadorna värre än så. Vandringsutställningarna Karameller, kola och choklad och Årstidsträdet var två produktioner som Riksutställningar hjälpte till att distribuera och producera. Den ena välte med lastbil och förstördes till stora delar, den andra totalförstördes i en brand.